# RTTIS
RTTIS (Real Time Train Information System) is een automatisch omroepsysteem voor het Nederlandse openbaar vervoer.

## Omschrijving
De meest recente uitvoering van RTTIS, uit 2011, wordt gebruikt om treinen van een automatisch omroepsysteem te voorzien zodat bij het naderen van een station de naam van het desbetreffende station omgeroepen wordt in de trein. RTTIS is een kleinere uitvoering van het OBIS-systeem. RTTIS is bruikbaar in intercity's en stoptreinen. Het bevat alle stationsnamen van Nederland en extra informatie over overstapmogelijkheden en dergelijke.
Het RTTIS weet door middel van route-informatie en GPS welke informatie moet worden weergegeven.
RTTIS is ontwikkeld door de firma JAHULS-electronica.

### Doel
Het doel van RTTIS is om treinreizigers van de nodige stationsinformatie te voorzien.

#### Functies
- Automatisch omroepen van de stationsnamen.
- Displayweergave van de stationsnamen.
- Handmatige omroep van conducteur/machinist mogelijk.